# Luca Penni

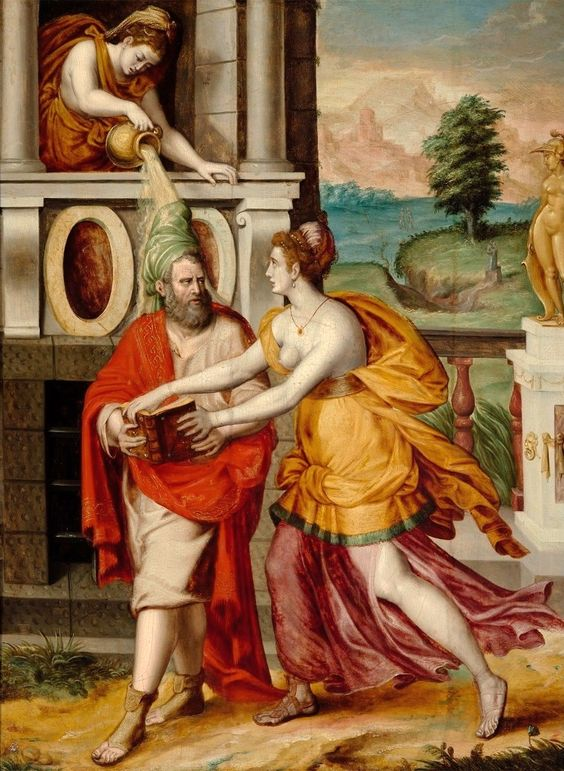
Sócrates y Jantipa, (ca. 1550).

Luca Penni (Florencia, ca. 1500/1504 – París, 1556) fue un pintor italiano de época manierista, que desarrolló la parte principal de su carrera en Francia, como parte de la escuela de Fontainebleau. Recibía el apodo de Le Romain ("el romano").
Nació, en una familia de tejedores, pero tanto él como sus hermanos Gianfrancesco y Bartolommeo se hicieron pintores. Parece haber realizado su aprendizaje con Rafael en Florencia y Roma y con Perino del Vaga en Génova.
Ya reconocido como maestro, Luca Penni fue llamado, junto con Rosso Fiorentino y Francesco Primaticcio (Le Primatice), para trabajar para Francisco I de Francia en el palacio de Fontainebleau, que el rey quería dotar del delicado y sofisticado estilo del Renacimiento italiano. Penni formó parte del equipo dirigido por Primaticcio que decoró el pavillon des Poêles y la galerie d’Ulysse; también pintó cartones para tapices. En la contabilidad de los años 1537 al 1540 aparece como uno de los más cotizados artistas de la corte.
Tras la muerte del rey, en 1547, Penni se trasladó a la rue de la Cerisaie en París, donde continuó trabajando en el estilo Fontainebleau en grabados para una clientela de clientes de la clase media y la nueva nobleza. Sus obras mitológicas, religiosas y seculares tuvieron una gran difusión a través de grabados de Jean Mignon y Léon Daven. René Boyvin grabó el retrato que Penni había hecho de Enrique II. Nicolas Houël grabó La resurrección de Lázaro (1555), de un cuadro original de Penni hoy perdido.